# Calamoncosis opacifrons
Calamoncosis opacifrons är en tvåvingeart som beskrevs av Nartshuk 1974. Calamoncosis opacifrons ingår i släktet Calamoncosis och familjen fritflugor. Inga underarter finns listade i Catalogue of Life.